# Lutherkirche (Asseln)

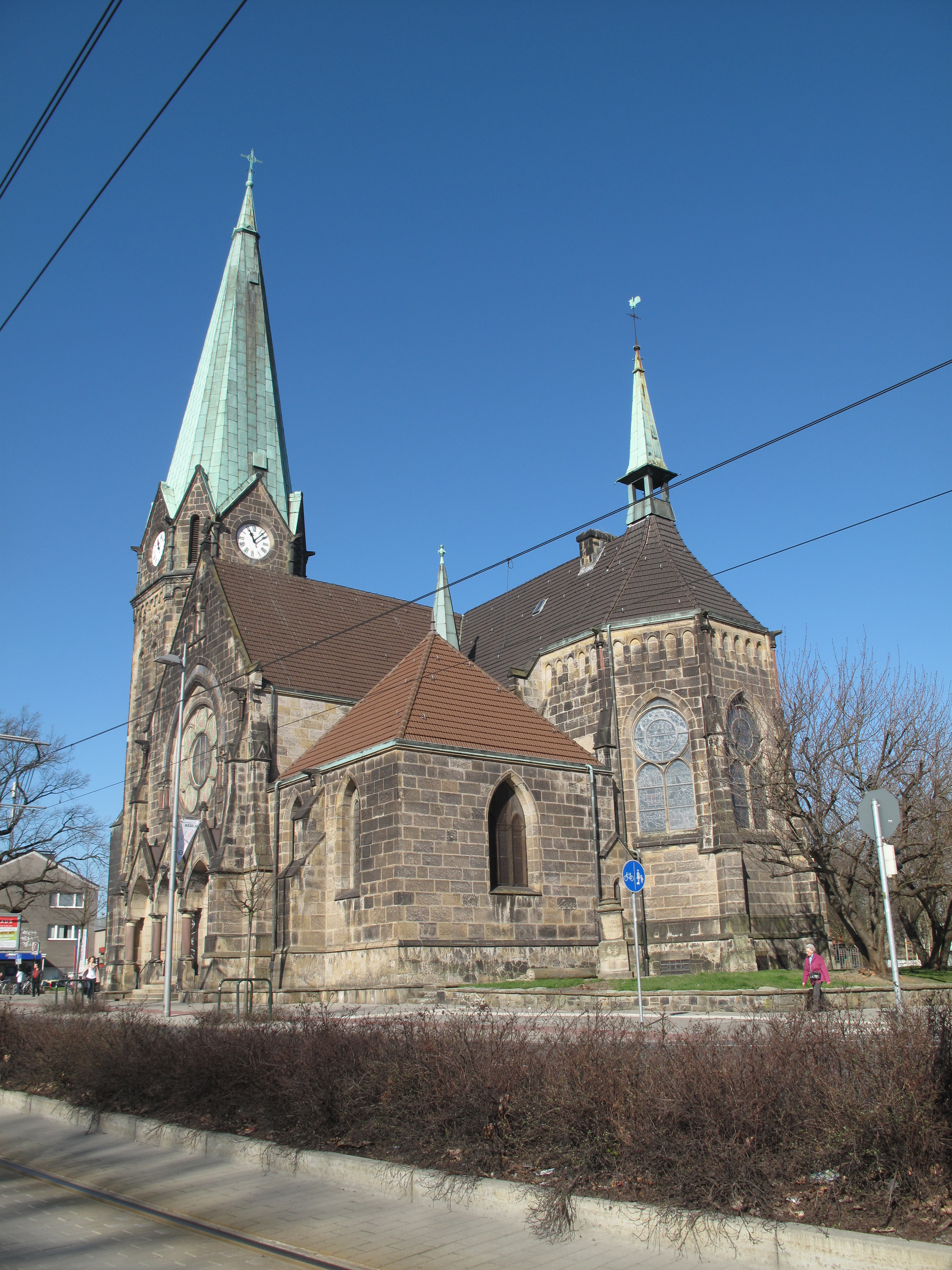
Lutherkirche, vom Asselner Hellweg mit Blick auf den mittelalterlichen Rechteckchor

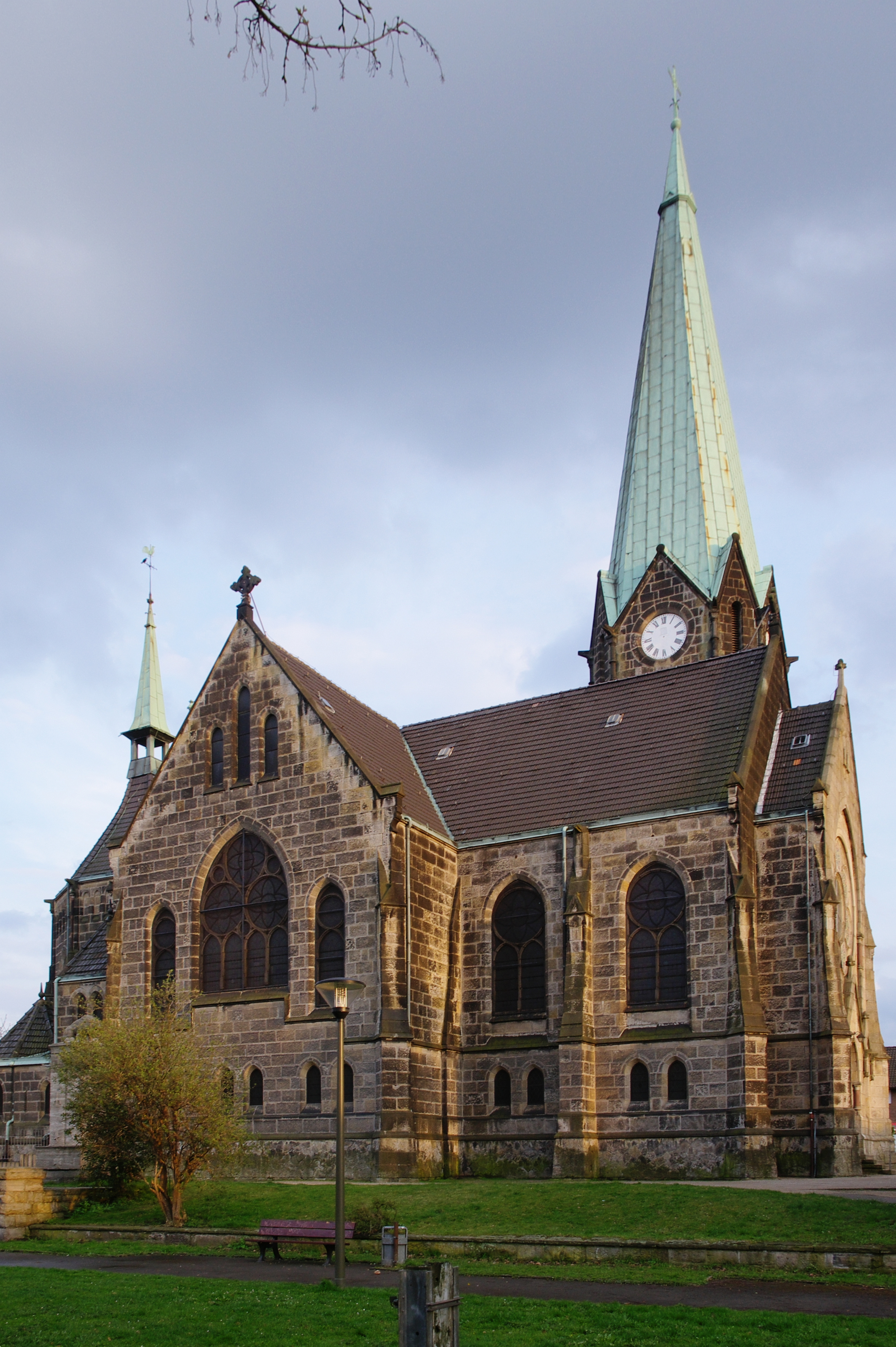
Nordfassade der Lutherkirche

Die Lutherkirche ist ein unter Denkmalschutz stehendes evangelisches Kirchengebäude in Dortmund-Asseln, Asselner Hellweg 118.

## Architektur der Kirche
Die Lutherkirche ist eine neugotische, kreuzförmig gewölbte Saalkirche mit einem Chor mit 5⁄8-Schluss. Am 8. Juni 1904 erfolgte die Grundsteinlegung. Errichtet wurde sie bis 1906 aus quaderförmig behauenem Sandstein. Dieser stammt aus dem Steinbruch in Hörstel bei Ibbenbüren und wurde dort geformt und mit der Eisenbahn bis zum Bahnhof Wickede-Asseln transportiert. Zuletzt verblendete man den neuen Kirchenbau mit Werksteinen, so dass Turm und Rechteckchor mit der neuen Kirche eine Einheit bildeten. An der West- und Südseite befinden sich die Hauptfassaden mit jeweils einem großen Radfenster und verzierten Eingangsportalen. Das Radfenster an der Südfassade ist mit Mosaikmedaillons eingefasst. Südöstlich des heutigen Chors befindet sich der alte aus dem Mittelalter stammende zweijochige gotische Rechteckchor, der als Anbau einbezogen und zur Trauerhalle umgebaut wurde. Im Westen befindet sich der ebenfalls aus dem Mittelalter stammende Kirchturm mit einem spitzen Turmhelm, der als Baudenkmal in die neue Kirche integriert wurde. An der unteren Nordfassade ist das Mauerwerk durch Biforienfenster gegliedert. Darüber befinden sich große Spitzbogenfenster im neugotischen Stil. Auf dem Dachfirst des heutigen Chors befindet sich ein mit Kupferblech eingedeckter Dachreiter. Am 13. Juni 1906 erfolgte unter großer Beteiligung der Asselner Gemeinde die Einweihung. Die Gesamtkosten des Kirchenneubaus betrugen seinerzeit über 200.000 Mark.

## Die erste Kirche
Erstmals urkundlich erwähnt wurde die Asselner Kirche im Jahr 1059. Zu dieser Zeit existierte bereits eine kleine Vorgängerkirche aus Holz. In einer Urkunde aus dem Jahr 1216 wird sie erstmals als „Capella in Aslen“ (übersetzt Kapelle zu Asseln) erwähnt.

## Eine Kirche aus Stein
Im Jahre 1243 wurde Asseln eine selbstständige Kirchengemeinde, nachdem sie sich von der Muttergemeinde in Kurl gelöst hatte. In der Zeit um 1250 wurde die alte Holzkirche abgerissen und durch einen Neubau aus Stein ersetzt, denn Asseln strebte zu dieser Zeit nach einem Statuswechsel von einer einfachen Kapelle zu einer gehobenen Kirche mit vollen Pfarrrechten. Dazu musste auch ein Taufbecken angeschafft werden, das in einer zu dieser Zeit für Westfalen üblichen „Trogform“ angefertigt wurde. Die aus Stein gebaute Kirche war recht klein, hatte einen quadratischen Grundriss von ca. 7 Meter mal 7 Meter und bot etwa 60 Gläubigen Platz. Aus dieser Zeit stammt der erhaltene massive frühgotische Spitzgiebel mit Schlussstein aus dem 13. Jahrhundert, der noch heute in der Trauerhalle zu erkennen ist. Der wahrscheinlich zu dieser Zeit schon vorhandene wuchtige Turm im Stil der Romanik war ursprünglich von der Kirche getrennt.

## Die Kirchenerweiterung
Im 14. Jahrhundert musste die Kirche ausgebaut und vergrößert werden. Der Grund dafür war eine wirtschaftliche Blütezeit, wodurch die Bevölkerung in Asseln anstieg. Die Kirche wurde zu klein und man beschloss sie zu erweitern. Dazu wurde der alte Wehrturm in die Kirche einbezogen, sodass ein einschiffiges Mittelschiff im gotischen Stil mit einem Kreuzgewölbe entstand, das 10,40 m breit, 12,50 m lang und bis zum Steingewölbe 19 m hoch war. Nun waren Turm und alte Kapelle durch das neue Mittelschiff miteinander verbunden, wodurch die alte Kapelle zum Chor umfunktioniert wurde.

## Der Kirchenumbau 1777

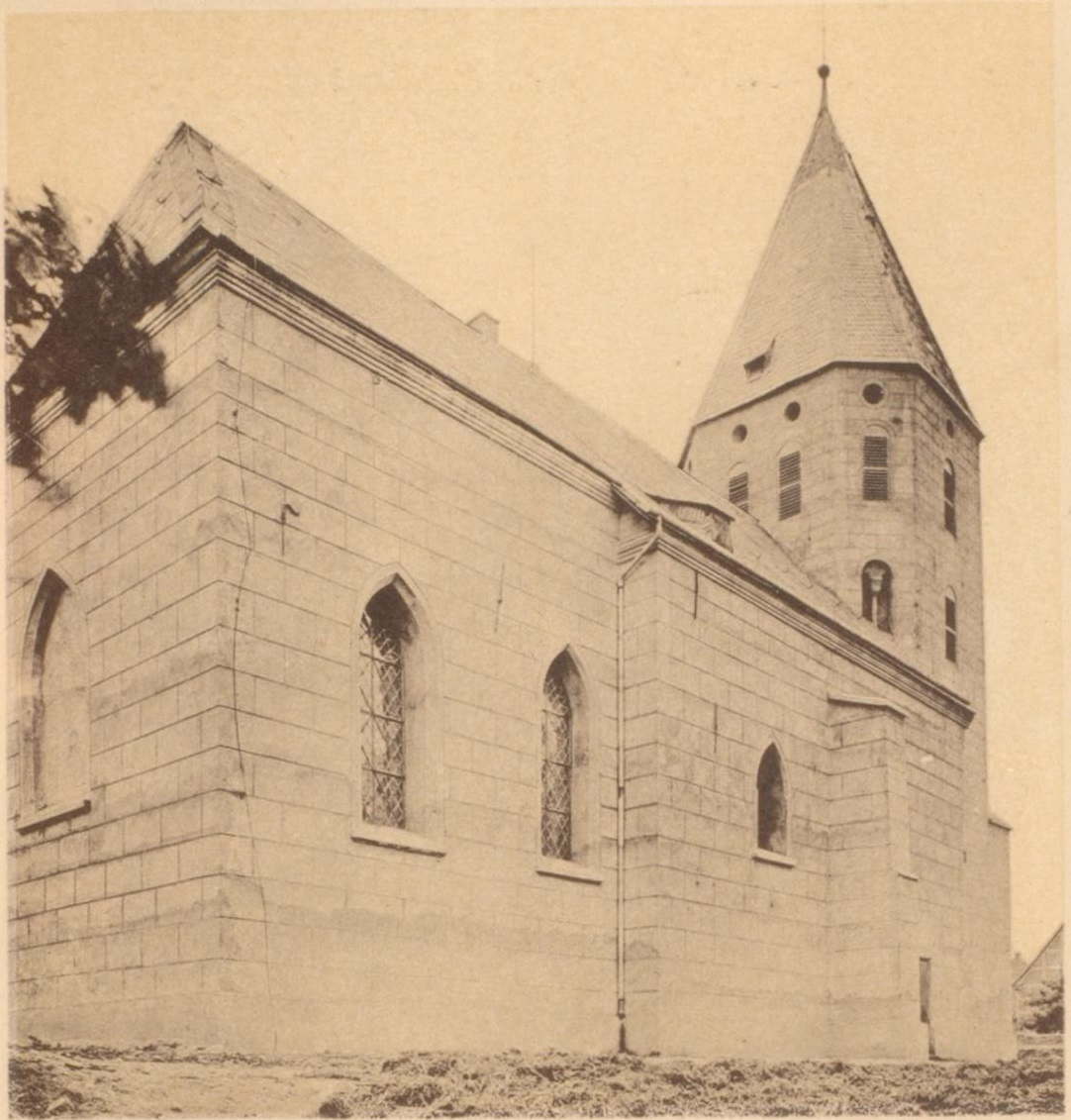
Die Lutherkirche vor dem Umbau im Jahre 1890.

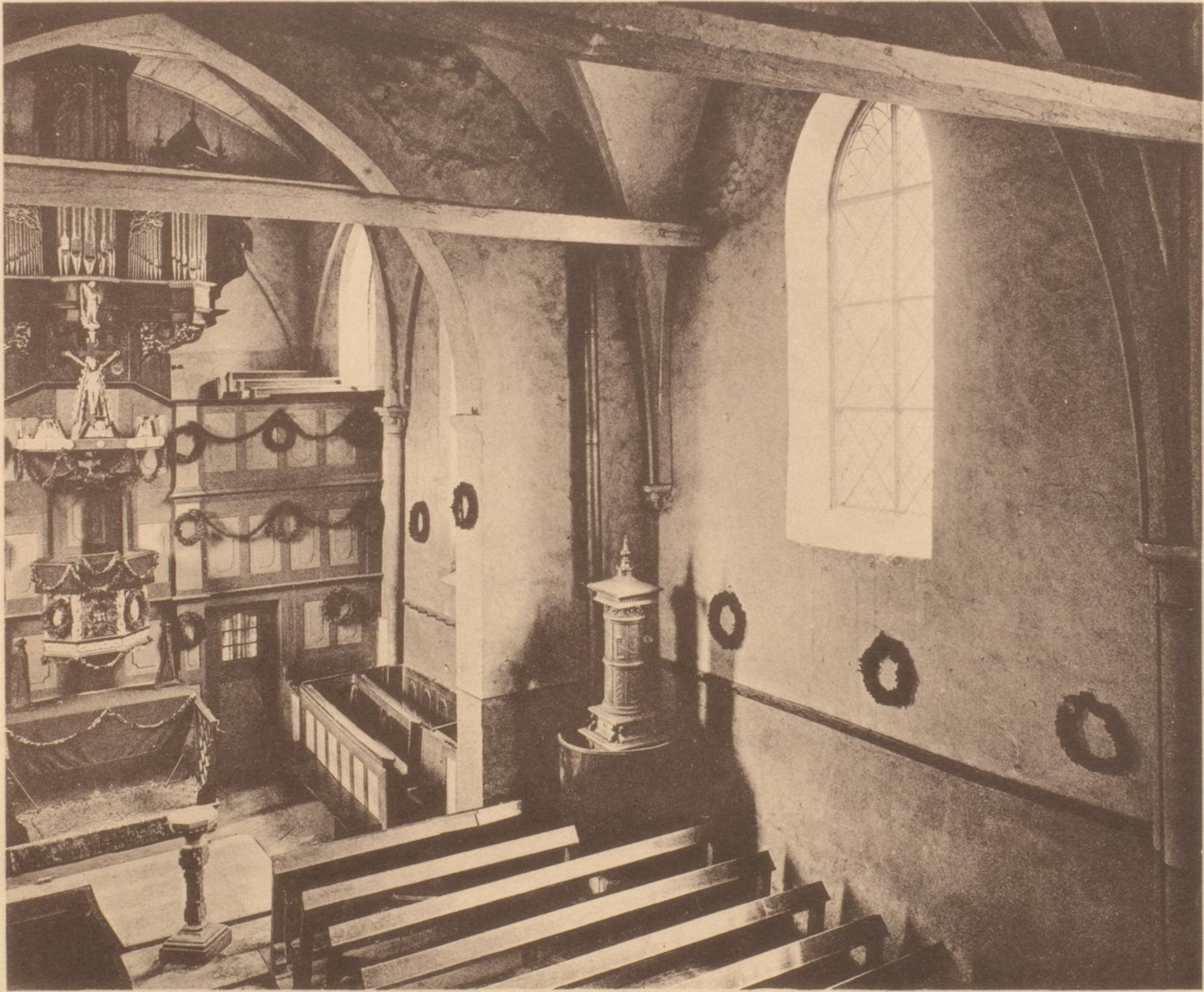
Die Innenansicht der Lutherkirche vor dem Umbau im Jahre 1890

Im Jahre 1777 wurde der bisher kleine Kirchturm um bis zu 20 Meter erhöht und mit einem achtseitigen Turmhelm versehen, an dem eine nach außen hängende „Schlagglocke“ angebracht wurde. Auch der Chorraum wurde auf bis zu 2,60 m aufgestockt, um Mittelschiff und Chor auf eine einheitliche Höhe zu bringen. Die alte Deckenkonstruktion wurde herausgerissen und durch eine Holzdecke ersetzt. Der Chorraum wurde durch eine tragende Holzwand abgetrennt, sodass dahinter ein knapp 4 Meter hoher Raum für die Sakristei entstand. Ebenfalls wurde eine Kanzel mit integriertem Schalldeckel direkt über dem Altar angebracht, die von der Holzwand getragen wurde und nur von der Sakristei aus durch eine Holztreppe zu erreichen war. Über der alten Kanzel befand sich die alte Orgel, die von der Decke der Sakristei gehalten wurde.

## Gustav Mucke und der Kirchenentwurf zum Neubau 1899–1903

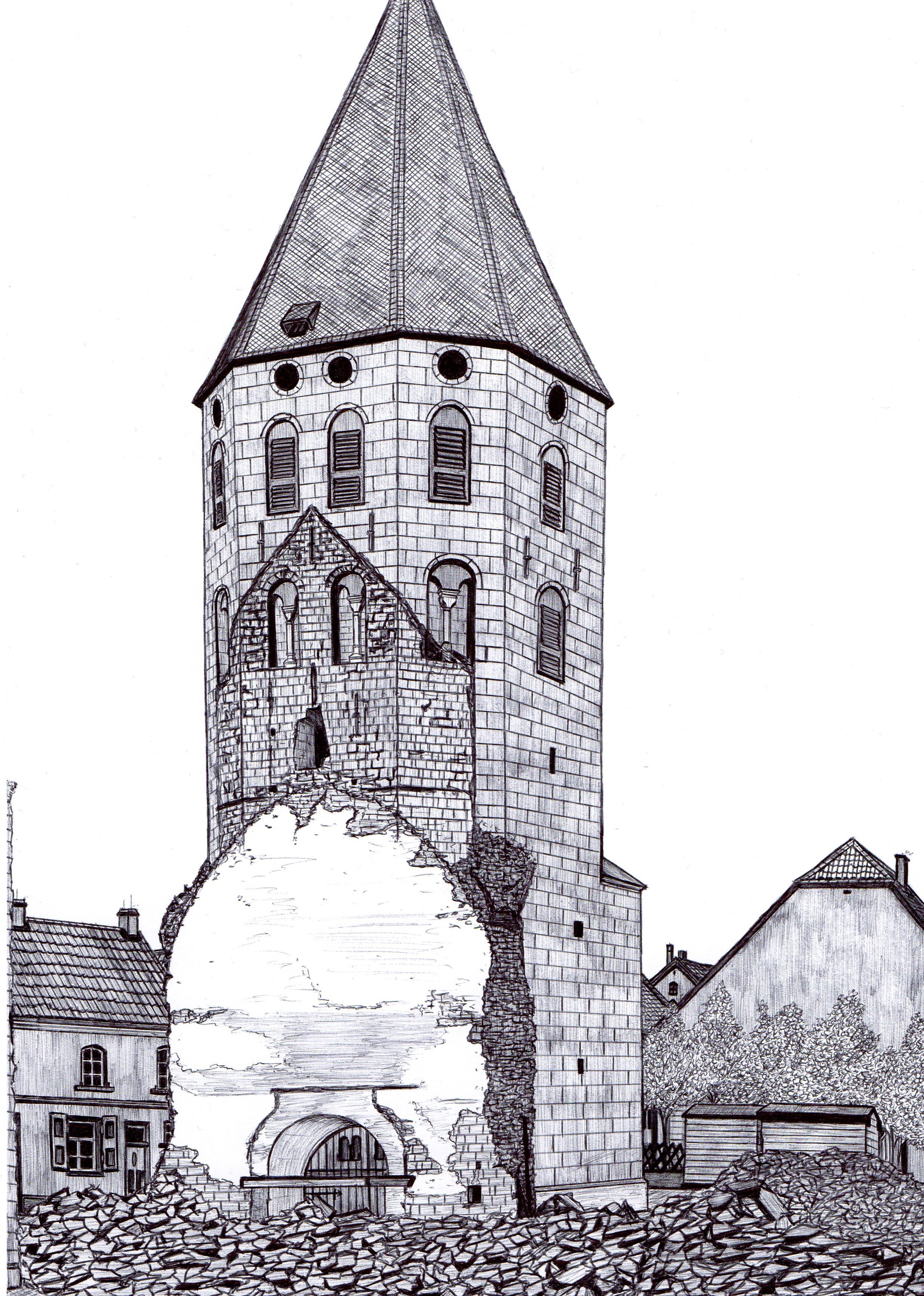
Lutherkirche nach den Abrissarbeiten des Mittelschiffs, 1904

Der Grund für den Kirchenneubau war die durch die Industrialisierung explosionsartig angestiegene Bevölkerung Asselns. Durch die beginnende Kohleförderung der Zeche Schleswig und der Zeche Holstein verdreifachte sich die Einwohnerzahl Asselns innerhalb weniger Jahre. Außerdem befand sich die alte Kirche in einen schlechten baulichen Zustand. Man beauftragte den in Hagen ansässigen Architekten Gustav Mucke mit dem Kirchenneubau. Er sah vor, den alten romanischen Kirchturm zu erhalten und ein neues großzügiges Kirchenschiff im neugotischen Stil für mehr als 900 Gläubige anzubauen. Die Asselner Gemeindegremien stimmten zu, aber die vorgesetzte Kirchenbehörde in Münster stimmte gegen den Kirchenbauplan der Asselner Gemeindegremien; sie beharrte darauf, die Aspekte der Denkmalpflege beim Kirchenneubau zu beachten. Damit folgte man den Einwänden des Provinzialkonservators Albert Ludorff, der nicht nur den Turm, sondern auch den Chorraum für erhaltenswert hielt. Gustav Mucke änderte seine Entwürfe, bis er nach langen Diskussionen am 21. Juni 1903 eine endgültige Fassung vorlegte. Dieser Entwurf sah vor, Turm und Chor zu erhalten und in die neue Kirche zu integrieren. Nachdem die Kirchenbehörde zugestimmt hatte, konnte man mit den Abrissarbeiten beginnen.

### Der Abriss 1904

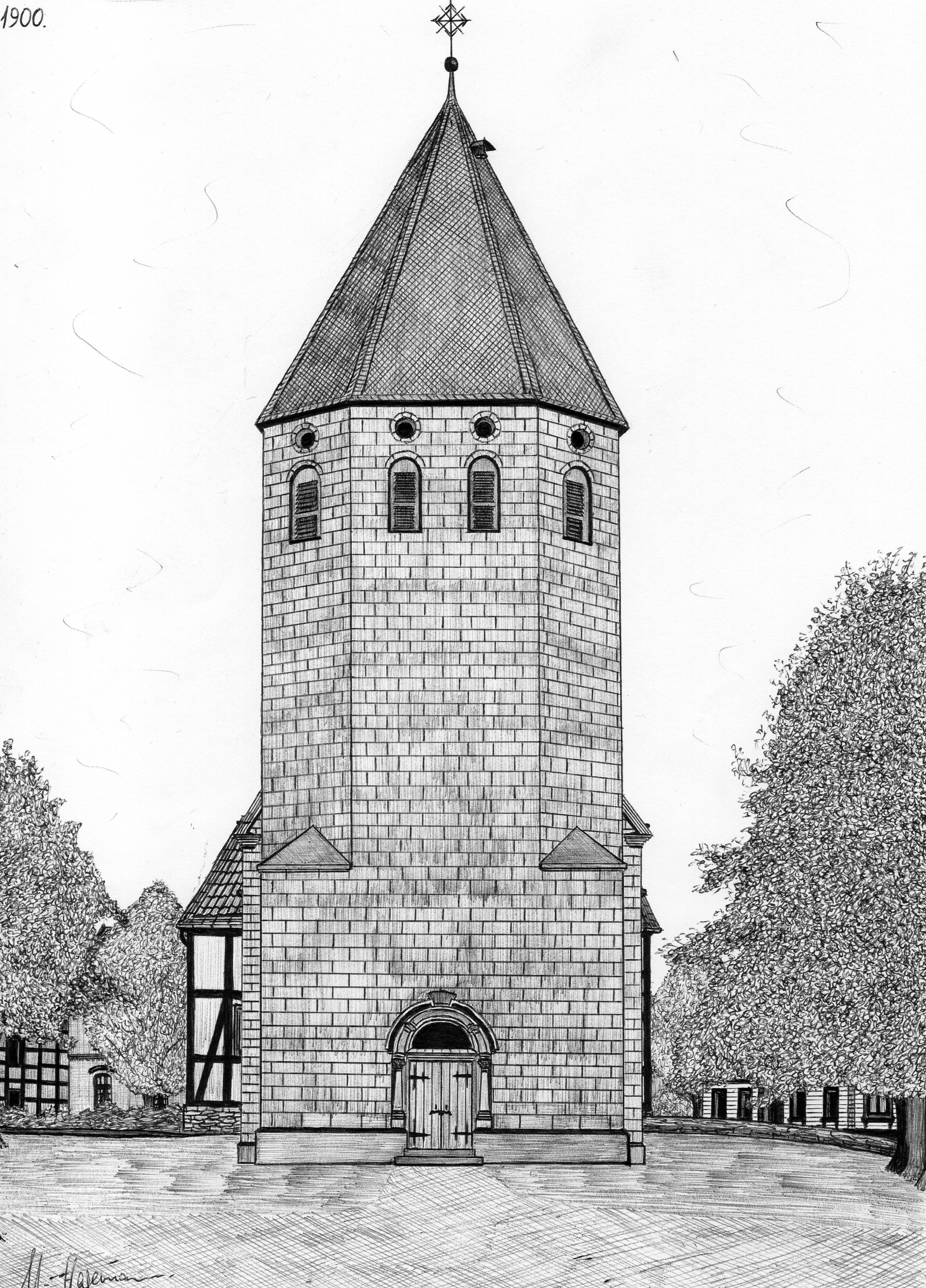
Lutherkirche, von der Westseite gesehen, um 1900

Am 21. Februar 1904 wurde der letzte Gottesdienst in der alten Kirche gehalten. Danach wurden die alten Sitzbänke aus der Kirche entfernt. Am 23. Februar 1904 begannen die Abrissarbeiten mit dem Kreuzgewölbe, das aus 25 bis 30 cm dicken Haar-Sandstein bestand. Am Abend des 23. Februar 1904 war das gesamte Kirchengewölbe niedergerissen. Dann wurden die Außenwände des Mittelschiffs komplett abgerissen und der Chor um 2,60 m auf seine ursprüngliche Höhe abgetragen. Zuletzt begann man mit den Ausschachtungsarbeiten des alten Fundaments.

### Der Turm
Der quadratische, in ein unregelmäßiges Achteck übergehende Turm wurde wahrscheinlich im 12. Jahrhundert als Wehr- und Fluchtturm im spätromanischen Stil aus dickem Sandstein-Mauerwerk errichtet. Für die Bewohner von Asseln war er sehr wichtig. Drohten Kriege, so konnten sie sich im Turm verschanzen. Die spätromanischen Stilelemente wie die Turmfenster mit den Mittelsäulen und den Würfelkapitellen belegen, dass er wahrscheinlich älter als die Kirche ist. Ursprünglich war der Turm viel kleiner als heute. Das beschrieb der Theologe Johann Dietrich von Steinen im Jahr 1755, der sich das Ziel setzte, die Geschichte der mittelalterlichen Baukunst in Westfalen aufzuzeichnen. Im Jahr 1777 wurde der kleine Turm aufgestockt und mit einem pyramidenförmigen, achteckigen, mit Schiefer gedeckten Turmhelm versehen, an dem außen eine Schlagglocke angebracht wurde. Bei den Abrissarbeiten des Mittelschiffs im Jahr 1904 stellte man fest, dass sich der Turm um etwa 30 cm nach Westen neigte. Man entfernte die Hälfte der westlichen Mauerwerksstärke, um den Bau wieder gerade zu setzen. Ebenfalls wurde das Turmfundament an der nördlichen Turmecke freigelegt. Dabei stellte sich heraus, dass es nicht gemauert war, sondern aus kreuzweise übereinander gelegten Packlageschichten bestand, die in 2 Metern Tiefe hochkant auf eine harte Schicht Mergel gepresst wurden. Die Zwischenräume wurden mit kleinen Steinchen und Erde ausgefüllt und zugeschlagen. Der im Jahr 1777 errichtete Turmhelm wurde 1904 abgerissen. Danach wurden die Turmmauern um einige Meter aufgestockt und mit Giebeldreiecken versehen. Darin befindet sich ein mechanisches Turmuhrwerk, das im Jahr 1906 von der Firma J. F. Weule gefertigt wurde und bis zum heutigen Tag mit der Hand aufgezogen werden muss. Das elektrische Läutewerk wurde von der Herforder Elektromotoren-Werke GmbH & Co. KG eingebaut. Darauf folgt ein hoher mit Kupferblech gedeckter, spitzer Turmhelm mit Kugel und Turmkreuz.

### Die Glocken
Im Turm hingen bis zum Umbau im Jahre 1904 drei alte Glocken. Die erste Glocke stammte aus dem Jahr 1601, die zweite aus dem Jahr 1781 vom Glockengießer Christian Voigt in Isselburg und die dritte sogenannte „Betglocke“ stammte aus dem Jahr 1874 und war ein Umguss einer älteren Glocke aus dem Jahre 1710. Die vierte Glocke war die kleine „Schlagglocke“ aus dem Jahr 1649, die außerhalb der Glockenstube am Turm hing. Sie wurde beim Abriss des Turmhelms 1904 nicht mehr benötigt und bis 1915 im Pfarrhaus aufbewahrt.
Kurz vor der Fertigstellung der Kirche wurden im Jahr 1905 vier neue Bronze-Glocken mit einem aus Stahl gefertigten Glockenstuhl bei der Glockengießerei Johann Georg Pfeifer in Kaiserslautern bestellt.
| Nr. | Schlagton | Gussjahr | Gießer, Gussort                                      | Gewicht (kg) |
| --- | --------- | -------- | ---------------------------------------------------- | ------------ |
| 1   | h°        | 1905     | Johann Georg Pfeifer Glockengießerei, Kaiserslautern | 2505         |
| 2   | dis’      | 1905     | Johann Georg Pfeifer Glockengießerei, Kaiserslautern | 1238         |
| 3   | fis’      | 1905     | Johann Georg Pfeifer Glockengießerei, Kaiserslautern | 710          |
| 4   | gis’      | 1905     | Johann Georg Pfeifer Glockengießerei, Kaiserslautern | 504          |

Im Kriegsjahr 1917 mussten die Glocken „h°“, „dis'“ und „fis'“ für Rüstungszwecke abgeliefert und eingeschmolzen werden. Der Gemeinde blieb daraufhin nur die kleine „gis“-Glocke. Erst 1922 wurden neue Glocken bestellt. Weil aber Bronze zu dieser Zeit sehr teuer war, bestellte man Eisenhartguss-Glocken. Die bis dahin erhaltene kleine „gis“-Glocke wurde nicht mehr gebraucht und verkauft. Im Jahr 1964 wurde das Geläut durch die sogenannte „Trauglocke“ von der Wilhelmshütte in Bockenem ergänzt, nachdem eine der Hartguss-Glocken Schäden aufwies. Die beschädigte Glocke ist bis heute vor der Kirche aufgestellt. Am 26. August 2007 wurden die noch vorhandenen Eisenhartguss-Glocken durch vier neue Bronze-Glocken ersetzt, weil sie von innen nach außen durchrosteten. Die neuen Glocken wurden von der Glockengießerei Rudolf Perner in Passau gegossen und bilden zusammen mit der „Trauglocke“ ein fünfstimmiges Bronzegeläut. Somit gibt es heute 
- die Festtagsglocke (d')
- die Sonntags- und Sterbeglocke (fis')
- die Trauglocke (g')
- die Gebetsglocke (a') und
- die Sakramentsglocke (h')

Die Schlagglocke von 1649 wurde bereits 1915 für militärische Zwecke verkauft. Jedoch setzte sich der Museumsdirektor Baum für ihre Erhaltung ein. Sie kam in den Bestand des Dortmunder Museums, wurde jedoch falsch inventarisiert und galt jahrzehntelang als verschollen. Nach Recherchen konnte ihr Verbleib geklärt werden, und seit dem 31. Oktober 2005 ist diese Glocke im südlichen Eingangsbereich der Kirche ausgestellt.

## Innenausstattung
Die Seitenschiffe werden durch Seitenemporen vom Mittelschiff abgetrennt und ruhen auf jeweils zwei schmalen Säulen. Auf der südlichen Empore befindet sich die sogenannte Kirchen- oder Posaunenbühne. Die beeindruckende und für eine evangelische Kirche ungewöhnliche ornamentale und figürliche Innenausmalung im Jugendstil stammt vom Berliner Kirchenmaler Otto Berg. Bis heute ist die Innenausmalung fast vollständig erhalten. Im Chor stehen Taufstein und Kanzel, die aus weißem französischen Savonière-Kalkstein gefertigt wurden. Im Chor über den Altar befinden sich drei Chorfenster, die zu den wichtigsten kirchlichen Festtagen (Geburt Jesus, Ostern und Pfingsten) gestaltet wurden. Das Gewölbe über der Vierung ist ein Sternrippengewölbe. Im Altarbereich steht eine aus dem 14. Jahrhundert stammende Holzfigur, die den Erzengel Michael darstellt. In der Trauerhalle befindet sich ein Kruzifix, das unter den frühgotischen Spitzbogen gehängt wurde. Vom Kruzifix ist nur die Holzfigur, die Jesus Christus darstellt, alt. Am westlichen Eingangsbereich befindet sich ein Taufstein aus der Renaissance, der im Jahre 1721 hergestellt wurde. Auch der alte, aus dem 13. Jahrhundert stammende „Trog“-Taufstein ist in der Kirche zu bewundern. Am Südeingang befindet sich die alte „Schlagglocke“ aus dem Jahr 1649. Nachdem die Glocke 1915 verkauft worden war, kam sie in das Dortmunder Museum; am 31. Oktober 2005 kehrte sie nach knapp hundert Jahren wieder in die Kirche zurück. An den Seitenwänden der Orgel befinden sich zwei alte Wappensteine aus dem 16. Jahrhundert, die die Allianz- und Stammwappen zeigen.

### Die Orgeln
In einer Orgelkammer auf der südlichen Empore befindet sich die romantisch geprägte Hauptorgel mit 24 Registern auf zwei Manualen und Pedal, die im Jahr 1906 von der Orgelbauwerkstatt P. Furtwängler & Hammer erbaut wurde. Eine weitere (kleine) Chororgel mit 11 Registern (zwei Manuale und Pedal) befindet sich vorne im Chorraum in einer Mauernische der Südwand.

## Das Kriegerdenkmal

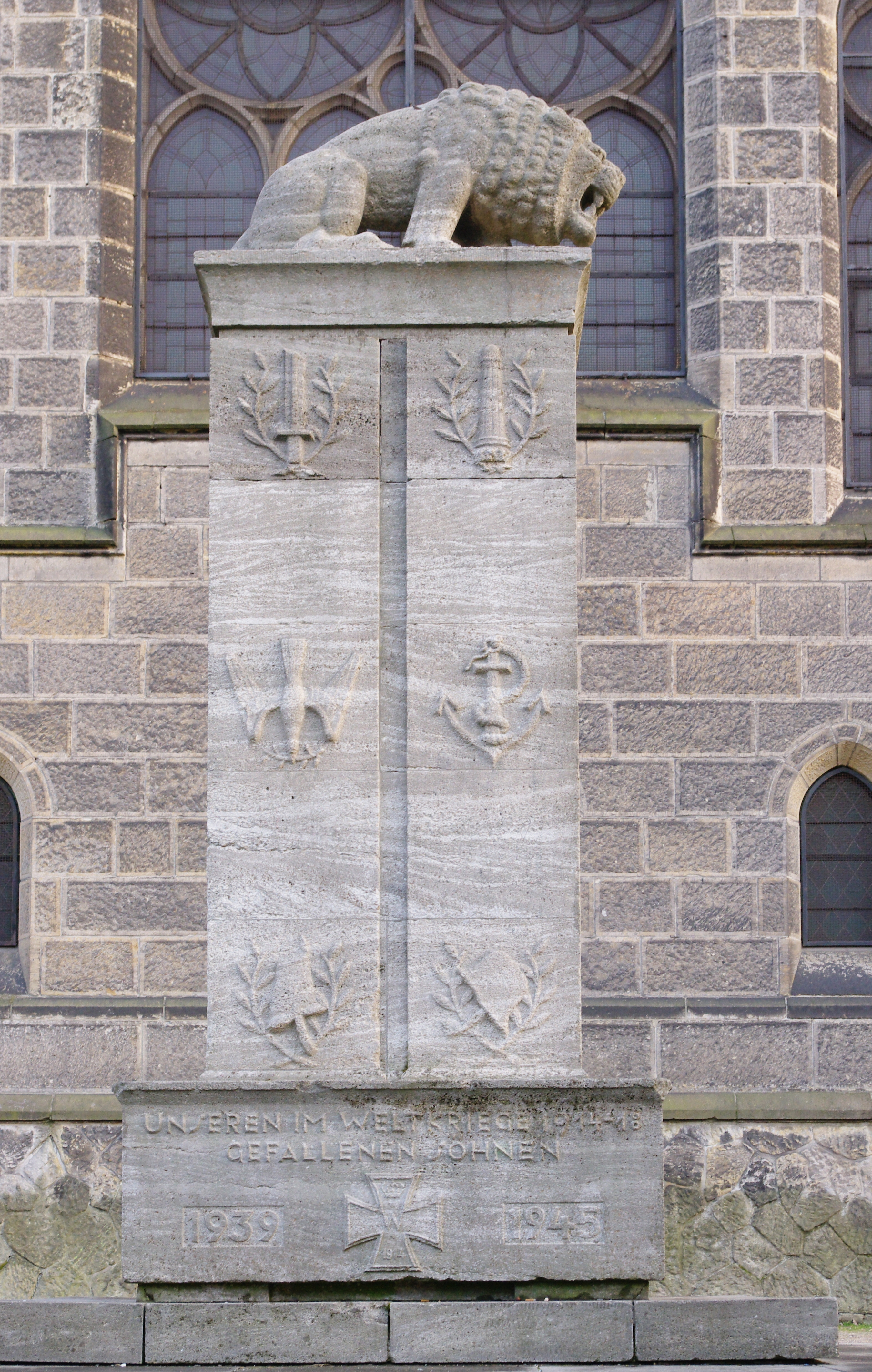
Kriegerdenkmal mit dem Löwen

An der Nordseite der Lutherkirche steht das Kriegerdenkmal. Es wurde 1925–1926 ausgeführt und erinnert an die im Ersten Weltkrieg gefallenen Soldaten. Das Denkmal zeigt eine figürliche Darstellung eines brüllenden Löwen. Nach 1945 wurde die Widmung des Denkmals auf die gefallenen Soldaten des Zweiten Weltkriegs erweitert.